# Lamproscatella minuta
Lamproscatella minuta är en tvåvingeart som beskrevs av Nina Krivosheina 2004. Lamproscatella minuta ingår i släktet Lamproscatella och familjen vattenflugor.
Artens utbredningsområde är Kazakstan. Inga underarter finns listade i Catalogue of Life.